# Stilbina olympica
Stilbina olympica är en fjärilsart som beskrevs av Wolfgang Dierl och Dalibor F. Povolný 1970. Stilbina olympica ingår i släktet Stilbina och familjen nattflyn. Inga underarter finns listade i Catalogue of Life.